# Traité de Perpignan (1764)
Ne doit pas être confondu avec Traité de Perpignan (1279).

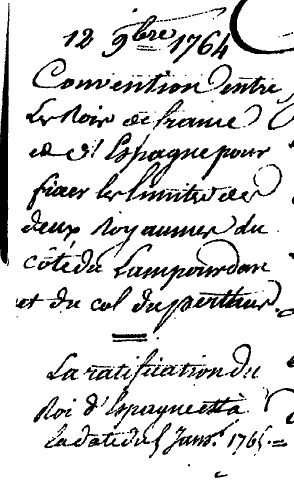
Le titre en marge de la première page du Traité de Perpignan de 1764

Le traité de Perpignan est un accord de délimitation de frontière signé à Perpignan le 12 novembre 1764 entre les royaumes de France et d'Espagne.

## Contenu

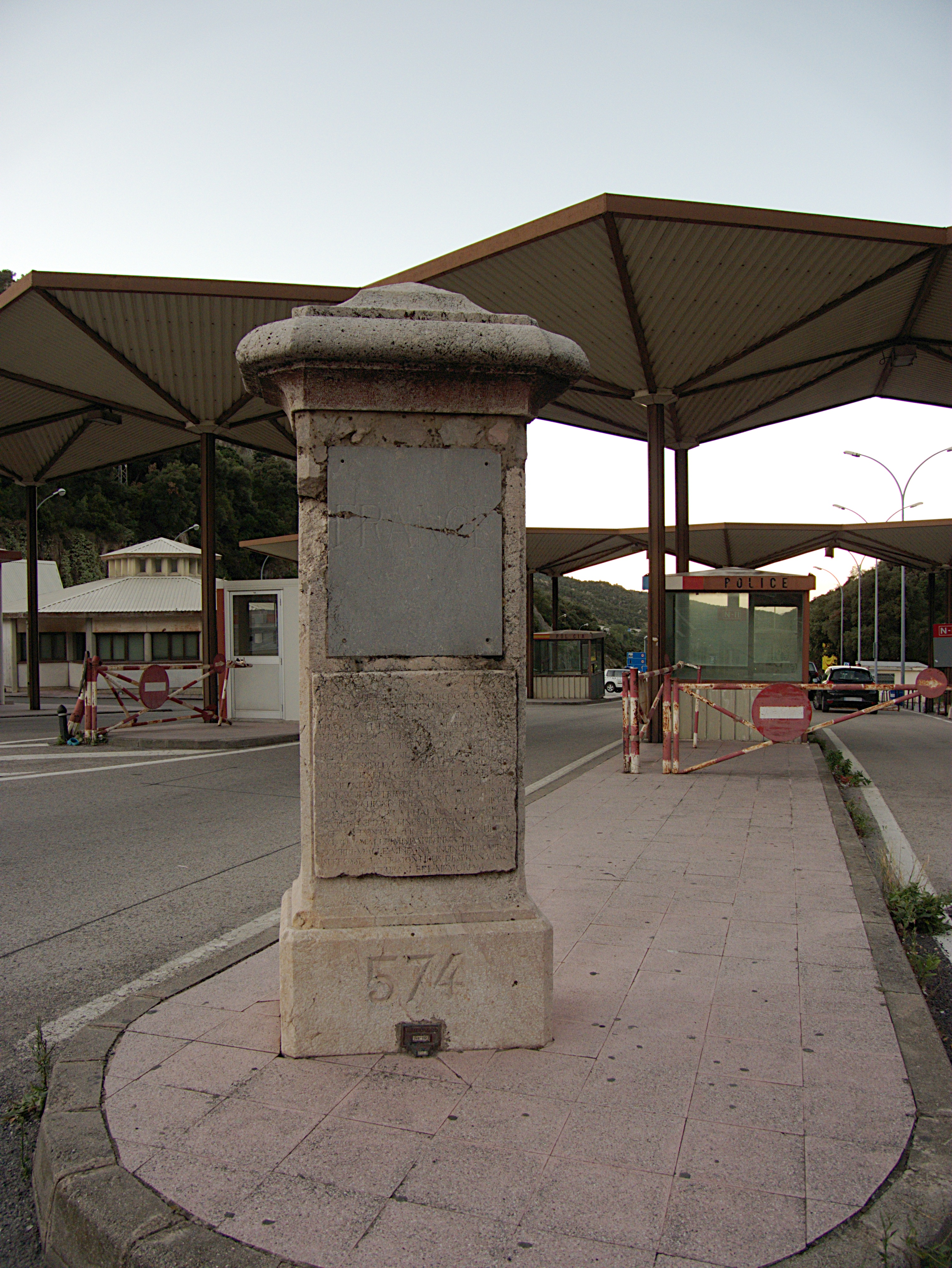
La borne n°574 et la frontière du Perthus

Faisant suite au traité des Pyrénées de 1659, le traité de Perpignan de 1764 précise l'implantation d'une petite partie des 602 bornes sur la frontière entre ces deux pays, le long de la chaîne des Pyrénées. Son intitulé officiel est Convention de délimitation territoriale entre le Lampourdan et le col de Perthus et l'exemplaire en français est signé par le comte de Mailly, lieutenant-général du Roussillon. Il est ratifié le 30 novembre 1764 par Louis XV pour la France et le 5 janvier 1765 par Charles III pour l'Espagne.

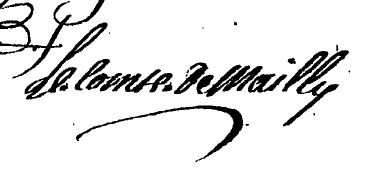
La signature du comte de Mailly sur le traité de Perpignan

Le traité de Perpignan de 1764 est invoqué en 2016 par un avocat français pour faire invalider l'arrestation d'un immigré clandestin de nationalité marocaine. Arrêté à la frontière du Perthus dans les Pyrénées-Orientales, le bus dans lequel il se trouve au moment de son arrestation était en stationnement sur un parking situé à quelques centimètres en deçà de la borne, donc sur le territoire espagnol, rendant ainsi son interpellation illégale.

### Documents
- Notice et fac-similé sur basedoc.diplomatie.gouv.fr.

### Articles
- Pierre Cantaloube, « Les bornes frontières du Perthus (1764) », Les Cahiers de la Rome, no 14,‎ ?, p. 49-52
- (ca) Joan Capdevila Subirana, « Mapes i fronteres : El Plano en que se manifiesta la línea de división de los Reynos de España y Francia por la parte del Ampurdan y Coll de Pertús de 1764 », Treballs de la Societat Catalana de Geografia, no 65: Número especial dedicat al Segon Congrés Català de Geografia : el mapa com a llenguatge geogràfic,‎ 2008, p. 349-360 (lire en ligne)